# Texca
Texca es una localidad que se ubica en el estado de Guerrero, en el municipio de Acapulco. La localidad se encuentra aproximadamente a 31 kilómetros del puerto de Acapulco. Es la 13 ciudad más poblada del municipio.

## Demografía

### Población (2010)
La población total de la localidad en el año 2010 era de 2,107 de los cuales 1,098 son hombres y 1,009 son mujeres. la población en 2005 era de 1,848 por lo que aumento de 2005 a 2010 750 habitantes.
| Gráfica de evolución demográfica de Texca entre 2000 y 2010 |
|                                                             |
| [ 5 ] [ 6 ]                                                 |

## Estructura social y económica
300 habitantes tienen derecho a atención médica por el seguro social. En Texca hay un total de 530 hogares. De estos 459 viviendas, 210 tienen piso de tierra y unos 208 consisten de una sola habitación. 
261 de todas las viviendas tienen instalaciones sanitarias, 413 son conectadas al servicio público, 453 tienen acceso a la luz eléctrica.
La estructura económica permite a 0 viviendas tener una computadora, a 45 tenes una lavadora y 401 tienen una televisión.

## Educación
Aparte de que hay 247 analfabetos de 15 y más años, 20 de los jóvenes entre 6 y 14 años no asisten a la escuela.
De la población, a partir de los 15 años, 248 no tienen ninguna escolaridad, 580 tienen una escolaridad incompleta. 260 tienen una escolaridad básica y 96 cuentan con una educación post-básica.
Un total de 95 de la generación de jóvenes entre 15 y 24 años de edad han asistido a la escuela, la mediana escolaridad entre la población es de 5 años.